# بيتر أثينز
بيتر أثينز (بالإنجليزية: Peter Athans)‏ هو متسلق جبال أمريكي، ولد في 1 مارس 1957.